# Dysoxylum huntii
Dysoxylum huntii là một loài thực vật có hoa trong họ Meliaceae. Loài này được Merr. ex Setch. mô tả khoa học đầu tiên năm 1924.